# Capilla de Nuestra Señora del Carmen (Yarumal)
La Capilla de Nuestra Señora del Carmen, más conocida como Capilla de San Luis, es un templo colombiano de culto católico, ubicado en el municipio de Yarumal (Antioquia) y pertenece a la jurisdicción eclesiástica de la Diócesis de Santa Rosa de Osos. El templo está dedicado a la Virgen María bajo la advocación del Carmen.
El edificio fue originalmente la capilla del antiguo cementerio, luego, sirvió durante más de 80 años como templo parroquial, mientras se construía la Iglesia de la Merced, tiempo después sirvió como capilla del hospital, y cuando en 1960 se creó la parroquia de la Inmaculada volvió a ser temporalmente templo parroquial, además, hasta por un tiempo llegó a servir como "Catedral". Como la construcción del templo de la Merced se demoró tanto, fueron muchas generaciones las que nacieron y murieron teniendo como templo parroquial a la capilla, de ahí nace la confusión, la cual asegura que la capilla fue el primer templo de Yarumal, lo que no es cierto. 
A lo largo de su historia, la capilla ha sufrido varias intervenciones, que han desvirtuado sus características originales. Actualmente la capilla pertenece a la parroquia de la Merced,  pero las tres parroquias de Yarumal, tienen asignado cada una, un día a la semana para celebrar la misa.

## Historia
La Capilla de San Luis, es junto con la Basílica de la Merced los templos en pie más antiguos de Yarumal. La primera alusión oficial de la capilla la hace el obispo de Antioquia, Juan de la Cruz Gómez Plata el 24 de enero de 1840: "Prevenimos que dentro de seis meses se refaccione la capilla del cementerio, pues se halla ruinosa y además es necesaria para que en ella se depositen cadáveres", en su segunda visita pastoral del 23 de enero de 1845 el prelado Gómez Plata autoriza al presbítero Julián Palacio para que bendiga la capilla que se ha edificado en él, y pueda celebrar misa los domingos y festivos. 
Algunos de los constructores que participaron en la edificación fueron: Indalecio Pineda (carpintero), Juan Antonio Rojas e hijo (tejero), Juan Tamayo y Cecilio Gómez (tapiadores) y José María Amaya (Albañil), la capilla tenía la advocación de la virgen del Carmen, en ella había tres nichos: el del centro a la citada advocación mariana, en otro el retablo de San José y en el otro a la Virgen de los Dolores. Es bueno aclarar que el nombre oficial del pequeño templo es del Carmen y no de San Luis, esta confusión proviene de “San Luis de Góngora” el antiguo nombre de Yarumal, llevó ese nombre por ser el del municipio, como pasa actualmente con los pueblos que solo tienen una iglesia. Así es que la Capilla de San Luis era del cementerio y la iglesia de San Luis es la actual Basílica de la Merced.
En 1860 el padre Julián Palacio le propone a la comunidad construir un nuevo templo de mayores proporciones, pues el templo de la Merced ya comenzaba a quedarse pequeño. La idea fue acepta y para tal fin se creó una junta que se encargaría de la obra. En 1861, el Obispo Domingo Antonio Riaño concede la licencia para el nuevo templo y el 2 de abril de 1866 comenzó la demolición del viejo templo de la Merced. En esa misma fecha de la demolición, el párroco Julián Palacio envió un oficio al provisor Pbro. Valerio Antonio Jiménez en el que exponía que al tener la necesidad de demoler la antigua iglesia para la edificación de la nueva, solicita permiso para colocar en la capilla del cementerio viejo "a nuestro amo sacramentado". Licencia que fue concedida desde Marinilla el 17 de abril de 1866. Desde entonces, los oficios religiosos se trasladaron a la Capilla de San Luis.
Más tarde, el 1 de julio de 1866, el presbítero Julián Palacio envió al Gobierno Eclesiástico una solicitud en la que exponía que al haberse demolido el viejo templo, había la necesidad de ampliar la capilla antigua del cementerio para mayor comodidad, y que anteriormente, se había ordenado vender el lote del viejo cementerio para luego destinar las ganancias en la remodelación del nuevo cementerio, pero la población entusiasmada con la idea de ampliar la capilla, propone que el dinero obtenido por la venta del lote se emplee para comprar un terreno que está al frente de dicha capilla para formar una plazuela. La solicitud fue aprobada por monseñor Valerio Antonio Jiménez quien respondió desde Marinilla el 2 de julio de 1866 al cura de Yarumal.
El 14 de febrero de 1868, el Papa Pío IX ordenó la traslación de la silla episcopal de la Diócesis de Antioquia donde funcionaba desde 1828 a la ciudad de Medellín, con el nombre de Diócesis de Medellín y Antioquia, por lo cual la parroquia de Yarumal quedó bajo su jurisdicción eclesiástica.
Entre tanto, el tiempo pasaba y las obras no avanzaban en ninguno de las dos obras, como se requería. Para que los trabajos de la capilla del cementerio tuvieran mayor dinamismo, se resolvió en la reunión del 3 de agosto de 1869, que como la ampliación de la capilla no requería mucho esfuerzo, ya que la inversión faltante sería de apenas 600 u 800 pesos, se podían conceder algunos recursos que por origen son de la construcción nuevo templo de la Merced. Esta decisión fue ratificada por la Asamblea General. Se procedió a entregar el dinero y a contratar para esta obra a Lisandro Ortiz, encargado de efectuar los tableros y relieves de las tres puertas de la capilla, así como el coro y los ventanales.
Finalizados los trabajos de remodelación y ampliación de la capilla, el presbítero Julián Palacio, durante la visita eclesiástica del 14 de enero de 1872 que hacía el obispo coadjutor (Diócesis de Medellín y Antioquia), José Joaquín Isaza Ruíz, solicitó le otorgara licencia para bendecir la capilla en donde aún se celebraba por esa época la misa, ya que el templo de la Merced aún no estaba terminado. El obispo visitador concedió el permiso.
En 1877, a raíz de la persecución religiosa, el obispo de Antioquia, Joaquín Guillermo González fijó su residencia en Yarumal, por lo cual, se le dio como templo en propiedad la capilla de San Luis, la cual hizo las veces de “catedral”. En 1886 el obispo González hizo donación de la capilla al hospital de Caridad de Yarumal que quedaba contiguo a la misma; la cual era propiedad del obispo, y quien fallece el 4 de enero de 1888.
Sus despojos mortales estuvieron en cámara ardiente en la capilla de San Luis, su cátedra episcopal en Yarumal, la que fue así reconocida por su sucesor Jesús María Rodríguez el 23 de abril de 1889, cuando autorizó lo que se transcribe: "Para que la Capilla que fue propiedad del ilustrísimo Señor Obispo González continúe abierta para tributar culto a la divinidad, damos licencia a Ud. y los sacerdotes coadjutores de esa ciudad para que puedan celebrar el Santo Sacrificio de la misa y otras funciones en ella". 
Al día siguiente (5 de enero) fue sepultado en el corredor de la capilla de San Luis. Su partida de defunción dice: "En cinco de enero de mil ochocientos ochenta y ocho se sepultó en el corredor de la capilla de San Luis el cadáver del ilustrísimo Señor obispo Dr. Dn. Joaquín G. González que murió el día anterior. Se le administraron los sacramentos de la penitencia, eucaristía y extremaunción. Doy fe. Aldemar Palacio".
Sus restos estuvieron en la capilla hasta el 30 de noviembre de 1911. En esa fecha fueron trasladados solemnemente al templo de la Merced (aún sin terminar), lugar en el permanecieron hasta el 22 de junio de 1923, cuando fueron nuevamente trasladados, esta vez a la Catedral de Santa Rosa de Osos donde actualmente permanecen.
Tiempo después, en 1951 el padre Francisco Gallego Pérez (futuro Obispo de Barranquilla) remodeló severamente la capilla, transformó su sencilla fachada, le quitó el campanario y la fuente con que contaba la plazoleta que tenía, "Es verdad que el frontis de la Capilla de San Luis quedó bellamente presentado, aunque no corresponde a su fachada original... pero también se dejó el atrio en pésimas condiciones".
El 1 de noviembre de 1960, por medio del decreto 504 fue creada la parroquia de la Inmaculada, la cual inició el 8 de diciembre del mismo año labores pastorales y litúrgicas en la capilla de San Luis, mientras se construía su propio templo, el cual fue inaugurado el 19 de marzo de 1968.
Con el paso del tiempo, la capilla de San Luis se fue deteriorando. Por tal motivo el Pbro. Luis Enrique Restrepo Muñoz estableció en 1992 una junta con el propósito de restaurarla como patrimonio histórico de Yarumal, además envió un oficio del 24 de septiembre del mismo año solicitando al obispo Joaquín García Ordóñez que se abriera al público para la celebración de la Eucaristía, pudiendo asignarse un día para cada parroquia (actualmente Yarumal tiene tres parroquias más, la Merced, La Inmaculada y El Carmen). El 23 de noviembre de 1998, el concejo Municipal de Yarumal, mediante acuerdo 024, declaró al templo de la Merced junto con la capilla de San Luis (aunque así se le conoce coloquialmente, su verdadero nombre es Capilla del Carmen), como bienes inmuebles de interés cultural y arquitectónico del municipio. 
Y más recientemente, monseñor Gilberto Melguizo Yepes (párroco de la Merced entre 1996 y 2001), remodeló la capilla, cambiándola casi por completo, desvirtuando lo poco que quedaba de su aspecto original.